# Klasifikacija voda
Klasifikacija voda je postupak kojim se prema određenim propisanim kriterijumima a na osnovu stepena zagađenosti i namene, voda razvrstava u četiri klase. 
Klasifikacija voda prikazana na ovoj stranici se ne uzima u obzir mineralna vode ni termalna voda, za koju se koristi druga vrsta klasifikacije.

## Klase voda
| Klasa I   | U ovu klasu spadaju vode koje se u prirodnom stanju ili posle dezinfekcije može upotrebljavati ili iskorišćavati za snabdevanje naselja vodom za piće, u prehrambenoj industriji i za gajenje plemenitih vrsta riba (salmonida) |
| Klasa II  | U ovu klasu spadaju vode koje su podesne za kupanje, rekreaciju i sportove na vodi, za gajenje manje plemenitih vrsta riba (ciprinida), kao i vode koje se uz normalne metode obrade (koagulacija, filtracija i dezinfekcija) mogu upotrebljavati za snabdevanje naselja vodom za piće i u prehrambenoj industriji. Vode klase II, dele se na potklase - Potklasa IIa — koja obuhvata vode koje su uz normalne metode obrade (koagulacija, filtracija i dezinfekcija) mogu upotrebljavati za snabdevanje naselja vodom za piće, za kupanje i u prehrambenoj industriji. - Potklasa IIb — koja obuhvata vode koje se mogu iskorišćavati ili upotrebljavati za sportove na vodi, rekreaciju, za gajenje manje plemenitih vrsta riba (ciprinida) i za pojenje stoke. |
| Klasa III | U ovu klasu spadaju vode koje se mogu upotrebljavati ili iskorišćavati za navodnjavanje i u industriji, osim prehrambene industrije; |
| Klasa IV  | U ovu klasu spadaju vode koje se mogu upotrebljavati ili iskorišćavati samo posle posebne obrade. |

## Pokazatelji klasa vode
| Podela voda u klase i potklase na osnovu pokazatelja i njihovih graničnih vrednosti.              | Podela voda u klase i potklase na osnovu pokazatelja i njihovih graničnih vrednosti. | Podela voda u klase i potklase na osnovu pokazatelja i njihovih graničnih vrednosti. | Podela voda u klase i potklase na osnovu pokazatelja i njihovih graničnih vrednosti. | Podela voda u klase i potklase na osnovu pokazatelja i njihovih graničnih vrednosti. | Podela voda u klase i potklase na osnovu pokazatelja i njihovih graničnih vrednosti. | Podela voda u klase i potklase na osnovu pokazatelja i njihovih graničnih vrednosti. |
| Pokazatelj                                                                                        | Klasa I                                                                              | Klasa II                                                                             | Potklasa IIa                                                                         | Potklasa IIb                                                                         | Klasa III                                                                            | Klasa IV                                                                             |
| ------------------------------------------------------------------------------------------------- | ------------------------------------------------------------------------------------ | ------------------------------------------------------------------------------------ | ------------------------------------------------------------------------------------ | ------------------------------------------------------------------------------------ | ------------------------------------------------------------------------------------ | ------------------------------------------------------------------------------------ |
| Suspendovane materije pri suvom vremenu u mg/lit. najviše do:                                     | 10                                                                                   | 30                                                                                   | 30                                                                                   | 40                                                                                   | 80                                                                                   | —                                                                                    |
| Ukupni suvi ostatak pri suvom vremenu u mg/lit. za površinske vode i prirodna jezera, najviše do: | 350                                                                                  | 1.000                                                                                | 1.000                                                                                | 1.000                                                                                | 1.500                                                                                | —                                                                                    |
| Ukupni suvi ostatak pri suvom vremenu u mg/lit. za podzemne vode, najviše do:                     | 800                                                                                  | 1.000                                                                                | 1.000                                                                                | 1.000                                                                                | 1.500                                                                                | —                                                                                    |
| PH vrednost                                                                                       | 6,8                                                                                  | 6,8                                                                                  | 6,8-                                                                                 | 6,5                                                                                  | 6,0                                                                                  | —                                                                                    |
| Rastvoreni kiseonik u mg/lit. najmanje (ne primenjuje se na podzemne vode i prirodna jezera)      | 8                                                                                    | 6                                                                                    | 6                                                                                    | 5                                                                                    | 4                                                                                    | 0,5                                                                                  |
| Petodnevna biohemijska potrošnja kiseonika u mg/lit. najviše do                                   | 2                                                                                    | 4                                                                                    | 4                                                                                    | 6                                                                                    | 7                                                                                    | —                                                                                    |
| Stepen sposobnosti prema Libmanu (ne primenjuje se na podzemne vode i prirodna jezera)            | oligosaprobni                                                                        | betamezosaprobni                                                                     | betamezosaprobni                                                                     | beta-alfamezosaprobni                                                                | alfamezosaprobni                                                                     | —                                                                                    |
| Stepen biološke produktivnosti (primenjuje se samo za jezera)                                     | eutrofni                                                                             | eutrofni                                                                             | —                                                                                    | —                                                                                    | —                                                                                    | —                                                                                    |
| Najverovatniji broj koliformnih klica u 100 ml. vode najviše do:                                  | 200                                                                                  | 6.000                                                                                | 6.000                                                                                | 10.000                                                                               | —                                                                                    | —                                                                                    |
| Vidljive otpadne materije                                                                         | bez                                                                                  | bez                                                                                  | bez                                                                                  | bez                                                                                  | bez                                                                                  | bez                                                                                  |
| Primetna boja                                                                                     | bez                                                                                  | bez                                                                                  | bez                                                                                  | bez                                                                                  | —                                                                                    | —                                                                                    |
| Primetan miris                                                                                    | bez                                                                                  | bez                                                                                  | bez                                                                                  | bez                                                                                  | —                                                                                    | —                                                                                    |

Napomena: pokazatelji i njihove granične vrednosti primenjuju se na vode:
- kod vodotoka sa neregulisanim proticajem za srednji mesečni proticaj malih voda 95% obezbeđenosti;
- kod vodotoka sa regulisanim proticajem za garantovanu malu vodu;
- kod podzemnih voda za sve protoke;(podzemne vode)
- kod jezera za nepovoljne slučajeve mešanje vode (za vreme postojanja leda i u kritičnim letnjim mesecima).[1]